# La Habra
La Habra – miasto w Stanach Zjednoczonych, w stanie Kalifornia, w hrabstwie Orange. Według spisu ludności przeprowadzonego przez United States Census Bureau, w roku 2010 miasto La Habra miało 60 239 mieszkańców.

## Miasta partnerskie
- San Miguel de Allende, Meksyk